# Pribreschny (Kaliningrad)
Pribreschny (russisch Прибрежный, zunächst Pribreschnoje, deutsch Heyde-Waldburg, 1938–1945 Heidewaldburg) ist ein Ort im Moskauer Rajon, einem Stadtbezirk von Kaliningrad in der russischen Oblast Kaliningrad.

## Geographische Lage

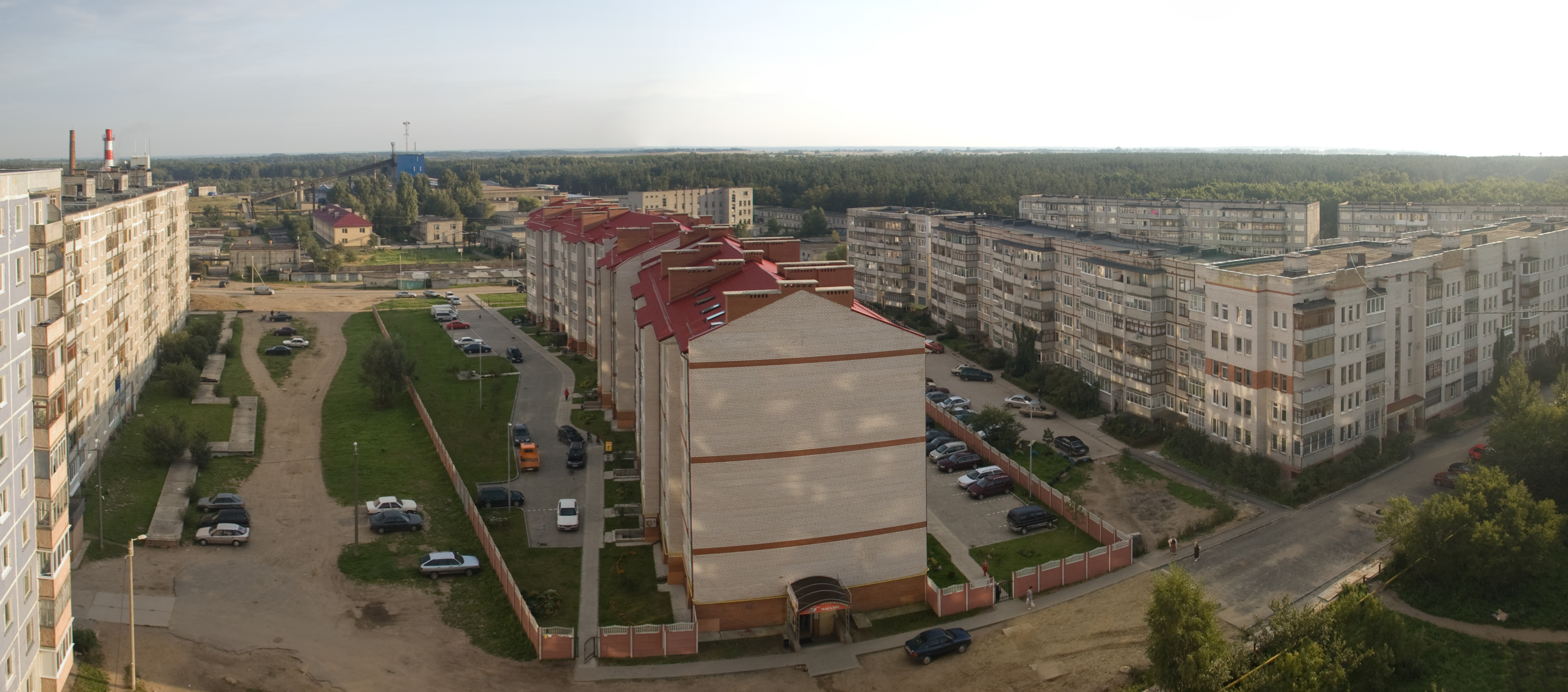
Blick auf Pribreschny (Heyde-Waldburg)

Pribreschny liegt im äußersten Südwestzipfel des Moskauer Rajons am Frischen Haff, 13 Kilometer vom Stadtzentrum Kaliningrads (Königsberg) entfernt. Der Ort ist über die russische Regionalstraße 27A-020 (ex A 194, ehemalige deutsche Reichsstraße 1) erreichbar, die hier die Grenze zwischen der Stadt Kaliningrad und dem Rajon Gurjewsk bildet. Die nächste Bahnstation ist der sechs Kilometer entfernte Ort Golubewo (Seepothen) an der Bahnstrecke Kaliningrad–Mamonowo, der ehemaligen Preußischen Ostbahn. Außerdem zweigt ein Industriegleis von dieser Strecke ab und führt direkt in das Industriegebiet Pribreschnys.

## Geschichte

### Capustigall / Waldburg
- Siehe Hauptartikel: Schloss Capustigall

Das Gut Capustigall war im 16. Jahrhundert zunächst ein Gutshof der Herren von Lehndorff, dann von 1637 bis 1700 der Herrn von Mühlheim, danach der Familie von Kreytzen, ab 1711 der Familie von Chièze. Durch Erbe und Heirat gelangte es an die preußische evangelische Nebenlinie des oberschwäbischen Hauses Waldburg, die sich nach dem Ort Waldburg-Capustigall nannte. Mitte des 18. Jahrhunderts wurden die jungen Grafen von Waldburg-Capustigall von Immanuel Kant als Hauslehrer unterrichtet. Kant lebte aber nie im Ort, sondern kam zu Tagesaufenthalten aus dem nahen Königsberg nach Capustigall. 1835 kam das Gut durch Erbschaft an die Grafen von Dohna-Schlobitten. Ab 1850 wurde der Ort in Erinnerung an die früheren Besitzer meist Waldburg genannt. Im Zweiten Weltkrieg wurde das Gut mit dem barocken Gutshof völlig zerstört.

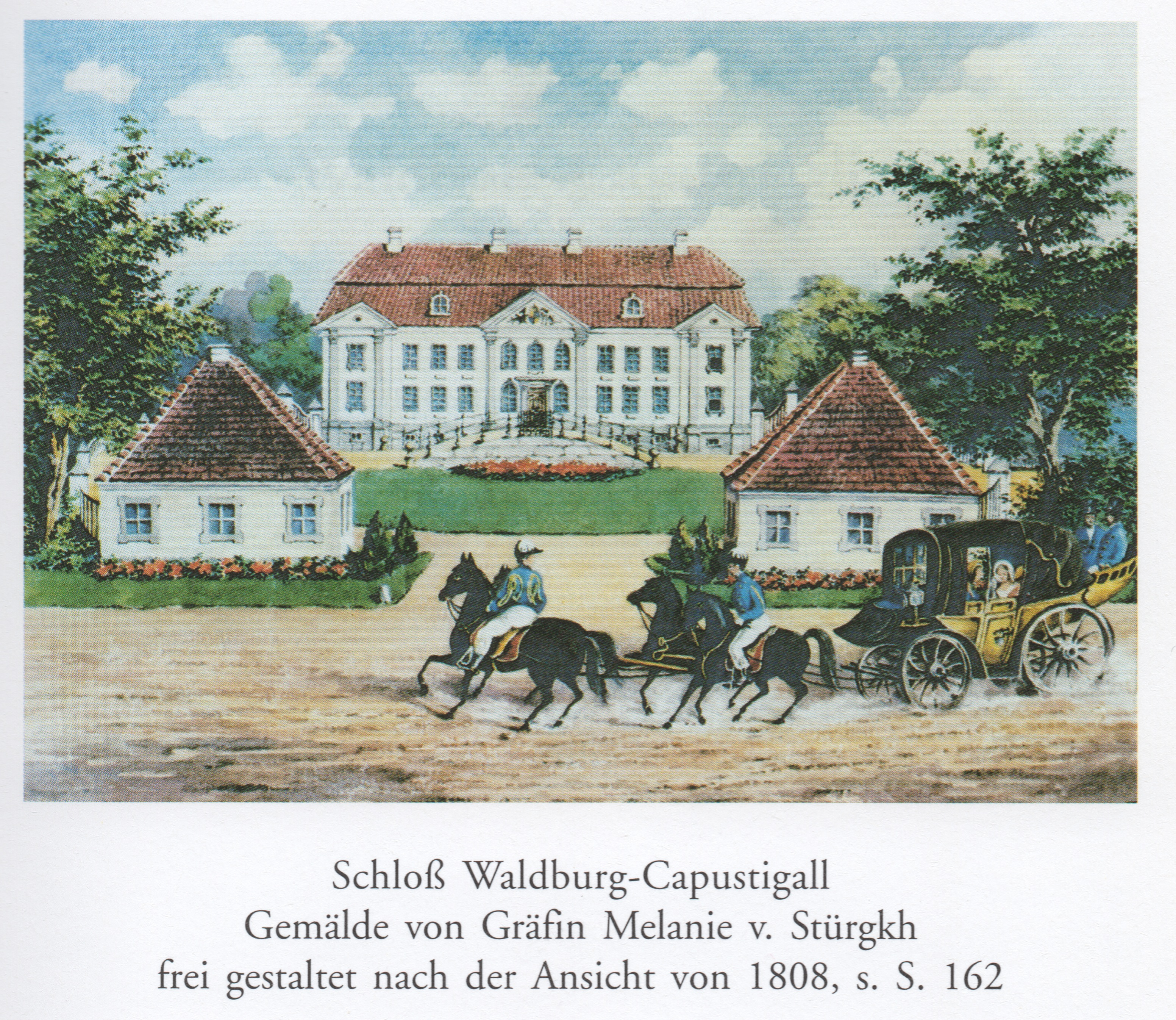
Schloss Capustigall

### Heyde-Waldburg
Das ehemalige Dorf Heyde-Waldburg verfügte bereits vor 1945 über eine Landungsbrücke und eine Fabrik. Am 30. April 1874 wurde die Landgemeinde Heyde-Waldburg in den neu errichteten Amtsbezirk Waldburg eingegliedert. Sie gehörte bis 1939 zum Landkreis Königsberg (Preußen) und von 1939 bis 1945 zum Landkreis Samland im Regierungsbezirk Königsberg der preußischen Provinz Ostpreußen. Im Jahre 1910 waren in Heyde-Waldburg 227 Einwohner registriert. Die Zahl stieg bis 1933 auf 277.
Am 1. April 1938 wurde der südwestlich gelegene Nachbarort Wangitt (russisch: Rybatschje) nach Heyde-Waldburg eingemeindet und die Gemeinde nur wenige Tage später aus ideologisch-politischen Gründen in „Heidewaldburg“ umbenannt. 1939 lebten hier 298 Menschen. Im Jahre 1945 kam das gesamte nördliche Ostpreußen und mit ihm auch Heyde-Waldburg resp. Heidewaldburg zur Sowjetunion.

### Pribreschny

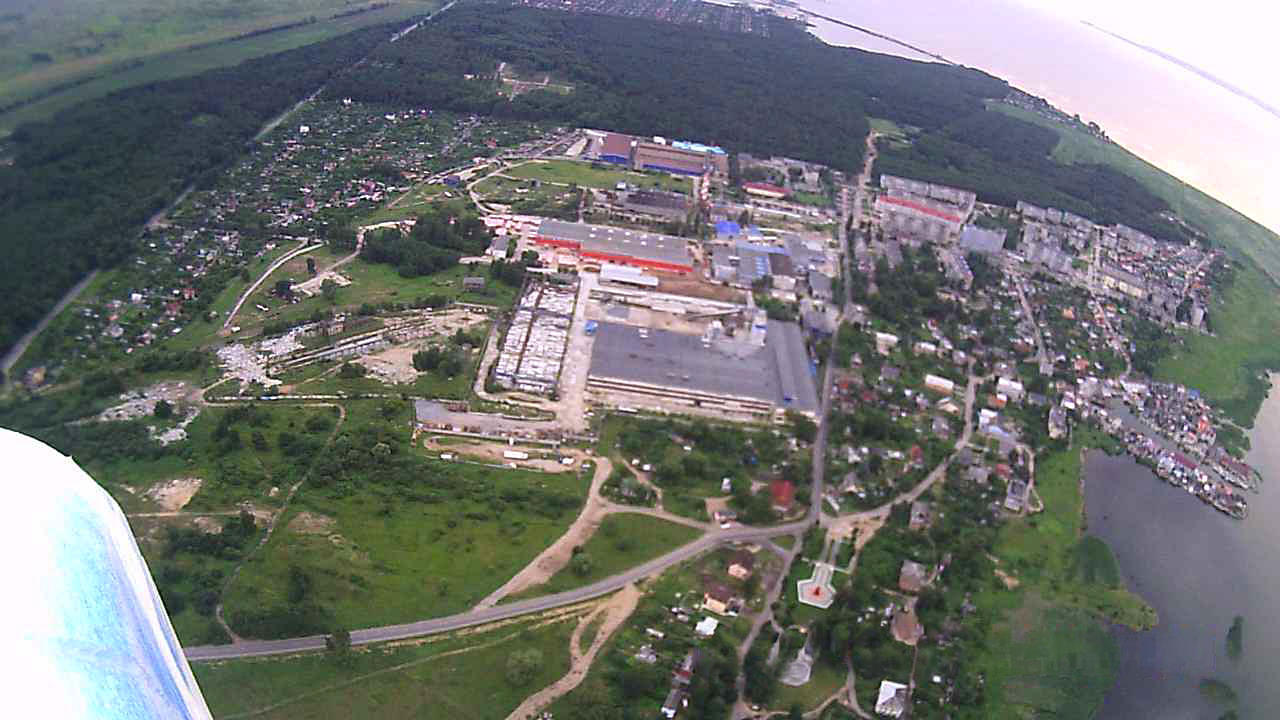
Luftaufnahme von Pribreschny

Im Jahr 1947 wurde das zwei Kilometer südöstlich von Heyde-Waldburg gelegene Waldburg in Pribreschnoje umbenannt. Gleichzeitig wurde der Ort in den Dorfsowjet Zwetkowski selski Sowet im Rajon Kaliningrad eingeordnet. Der Ort erstreckte sich jedoch im Folgenden auf die Ortsstelle Heyde-Waldburg, während die Ortsstelle Waldburg aufgegeben wurde. Der neue Ortsname, deutsch etwa „am Ufer gelegener Ort“, bezog sich offensichtlich auch eher auf die Ortsstelle Heyde-Waldburg. Von 1959 bis 1965 gehörte der Ort nachfolgend zum Rajon Laduschkin, zum Rajon Bagrationowsk und zum Rajon Gurjewsk. Im Jahr 1965 bekam der Ort den Status einer Siedlung städtischen Typs und wurde vermutlich bei dieser Gelegenheit in Pribreschny umbenannt. Gleichzeitig wurde der Ort nun vom Sowjet des Baltischen Rajons der Stadt Kaliningrad aus verwaltet. Im Jahr 1966 wurde Pribreschny wieder zu einer einfachen Siedlung herabgestuft. Seit der Auflösung des Baltischen Rajons im Jahr 2009 gehört Pribreschny dem erweiterten Moskauer Rajon innerhalb Kaliningrads an.

## Kirche
Die überwiegend evangelische Bevölkerung Heyde-Waldburgs war vor 1945 in das Kirchspiel Haffstrom eingepfarrt. Es gehörte zum Kirchenkreis Königsberg-Land I innerhalb der Kirchenprovinz Ostpreußen der Kirche der Altpreußischen Union. Heute liegt Pribreschny im Einzugsbereich der evangelisch-lutherischen Auferstehungskirche in Kaliningrad (Königsberg). Sie ist in die Propstei Kaliningrad der Evangelisch-lutherischen Kirche Europäisches Russland (ELKER) eingeordnet.